# Radmanići
Radmanići so naselje v mestu Banjaluka, Bosna in Hercegovina. 

## Deli naselja
Antići, Donji Petkovići, Gornji Maričići, Gornji Petkovići, Pejakovići, Petkovići, Radmanići, Sekulići in Vukići.  

## Prebivalstvo
| Pregled števila prebivalcev po letih | Pregled števila prebivalcev po letih | Pregled števila prebivalcev po letih | Pregled števila prebivalcev po letih | Pregled števila prebivalcev po letih | Pregled števila prebivalcev po letih |
| ------------------------------------ | ------------------------------------ | ------------------------------------ | ------------------------------------ | ------------------------------------ | ------------------------------------ |
| 1948                                 | 1953                                 | 1961                                 | 1971                                 | 1981                                 | 1991                                 |
| -                                    | -                                    | 978                                  | 934                                  | 0                                    | 0                                    |

| Narodna sestava prebivalstva po letih                                                                                      | Narodna sestava prebivalstva po letih                                                                                 | Narodna sestava prebivalstva po letih                                                                                 |
| --- | --- | --- |
| 1971 | 1981 | 1991 |
| . skupaj: 934 Srbi 928 (99,35 %) Muslimani 1 (0,10 %) Hrvati 0 (0,00 %) Jugoslovani 1 (0,10 %) drugi in neznano 4 (0,42 %) | . skupaj: 0 Hrvati 0 (0,00 %) Muslimani 0 (0,00 %) Srbi 0 (0,00 %) Jugoslovani 0 (0,00 %) drugi in neznano 0 (0,00 %) | . skupaj: 0 Hrvati 0 (0,00 %) Muslimani 0 (0,00 %) Srbi 0 (0,00 %) Jugoslovani 0 (0,00 %) drugi in neznano 0 (0,00 %) |